# Jaskinia w Skotnikach Górnych
Jaskinia w Skotnikach Górnych – jaskinia na terenie Niecki Nidziańskiej. Wejście do niej znajduje się w Niecce Soleckiej, na północ od wsi Skotniki Górne (gmina Wiślica), na wschód od rezerwatu przyrody Skotniki Górne, w pobliżu Jaskini Lisiej, na wysokości 204 m n.p.m. Jaskinia jest pozioma, a jej długość wynosi 31 metrów.

## Opis jaskini
Jaskinię stanowi prawie prosty, poziomy i szeroki korytarz zaczynający się w szerokim otworze wejściowym, a kończący szczeliną nie do przejścia.

## Przyroda
W jaskini brak jest nacieków. Bywają w niej lisy. 

## Historia odkryć
Jaskinia była prawdopodobnie znana od dawna. Jej pierwszy opis i plan sporządzili J. Gubała i A. Kasza w 1998 roku.